# 村上秀造船
村上秀造船（むらかみひでぞうせん、英語: Murakami Hide Shipbuilding Co.,Ltd.）は、愛媛県今治市伯方町に本社・工場を置く日本の造船メーカー。

## 概要
ケミカルタンカー、コンテナ船、セメント船、LPG船、バラ積み船、冷凍船等の建造実績がある。
社団法人日本中小型造船工業会の会員である。

## 事業所
- 本社・工場
  - 第5号船台： L 162.5m × B 25m
  - 第3号ドック： L 110m × B 21m

## 沿革
- 1917年8月 - 村上秀吉が木造船の建造・修理を目的として「村上秀造船所」を創業。
- 1960年6月 - 鋼鉄船の建造・修理を開始。
- 1963年11月 - 「村上秀造船株式会社」設立。
- 1967年10月 - 第1号船台、建造能力1,000G/Tの許可を得る。
- 1969年3月 - 第3号船台、建造能力800G/Tの許可を得る。
- 1972年
  - 2月 - 第5号船台、建造修理能力2,000G/Tの許可を得る。
  - 7月 - 第5号船台、建造能力3,000G/Tの許可を得る。
- 1973年12月 - 現図場、切断工場、船殻工場、作業員宿舎、作業員食堂を増設。
- 1974年6月 - 第5号船台、建造能力4,000G/Tの許可を得る。
- 1975年7月 - 従業員寮、工務・設計室増設。
- 1983年2月 - 第5号船台、4,390G/Tの許可を得る。
- 1985年6月 - CAM導入。
- 1990年5月 - CAD導入。
- 1992年
  - 2月 - パイプ工場新設。
  - 3月 - 第5号船台、4,590G/Tの許可を得る。
- 1993年4月 - 全天候型ブロック工場新設。
- 1995年
  - 5月 - 第5号船台、4,999G/Tの許可を得る。
  - 7月 - 第3号修繕ドック、3,000G/T完成。
- 1996年4月 - 監督寮新設。
- 1997年
  - 4月 - 第5号船台、5,200G/Tの許可を得る。
  - 5月 - 100トンジブクレーン新設。
- 2004年2月 - 第5号船台、9.999G/Tの許可を得る。
- 2006年12月 - 艤装岸壁設備増強。
- 2007年2月 - 150トンジブクレーン新設。
- 2008年2月 - 第3号ドック、6,200G/Tの許可を得る。
- 2009年12月 - 200トンジブクレーン新設。
- 2010年2月 - 全天候型ブロック工場新設
- 2013年4月 - カナサシ重工を完全子会社化[2]。

## グループ会社
- 株式会社カナサシ重工